# Джолхеети
Джолхеети (груз. ჯოლხეეთი) — село в Грузии, на территории Чиатурского муниципалитета края (мхаре) Имеретия.

## География
Село находится на западе центральной части Грузии, в долине реки Гвитори (левый приток Буджи), на расстоянии приблизительно 7 километров (по прямой) к северо-западу от города Чиатура, административного центра муниципалитета. Абсолютная высота — 781 метр над уровнем моря.

## Население
По результатам официальной переписи населения 2014 года, в Джолхеети проживало 167 человек (76 мужчин и 91 женщина). В национальной структуре населения грузины составляли 99,4 %, русские — 0,6 %.
| Год  | Население, человек |
| ---- | ------------------ |
| 2002 | 232                |
| 2014 | ↘ 167              |